# Folquet de Marseille
Pour les articles homonymes, voir Foulques.
Folquet de Marseille (en occitan Folquet de Marselha), connu aussi sous le nom de Foulques de Toulouse (c. 1155-1231), est issu d'une famille génoise établie à Marseille. Après avoir été marchand et troubadour, il fut moine de l'ordre de Cîteaux, puis enfin évêque de Toulouse.

## Biographie
C'est un grand troubadour à l'œuvre puissante, reconnu dans les cours de Barcelone, Toulouse et Provence, lorsque son amour déçu pour Eudoxie de Montpellier le conduit à prendre l'habit de moine avec le projet de se retirer du monde, en 1195, date de son dernier poème. En 1201 il est nommé abbé de Thoronet.
Cependant, en 1205, il est nommé évêque de Toulouse, très probablement sous la pression des légats pontificaux eux aussi cisterciens, fonction qu'il occupera jusqu'à sa mort. En effet, à cette période, l'hérésie cathare se répand dans les couches populaires du Midi, et le Pape Innocent III se reposait sur la prédication des membres de l'ordre cistercien pour reconvertir les cathares. Durant l'année 1207, il prend part au colloque de Pamiers, dernier grand débat contradictoire entre les cathares et l'Église catholique romaine.
Par la suite, son personnage paradoxal de poète ayant trahi à cause d'un amour déçu reviendra dans les complexes élaborations de l'amour courtois que continuent de composer les troubadours pendant le siècle d'écrasement de la culture du Midi, sur le thème de la folie amoureuse, des accords et discords entre la forme poétique et la conduite morale, où sa silhouette revient fréquemment. Avec Saint Dominique, il lutta contre l'hérésie cathare et assista à la fondation des premiers monastères du futur Ordre des Prêcheurs, y compris Prouille. Son implication dans la croisade où il se rallie à Simon IV de Montfort, lui a valu une réputation de traître, due à l'auteur anonyme de la deuxième partie de la Chanson de la croisade albigeoise.
Il est célébré par Dante dans la Divine Comédie, en étant placé au Paradis (IX, 94). En 1229 il fut parmi les fondateurs de l'université médiévale de Toulouse. François-Juste-Marie Raynouard a publié quelques-unes de ses poésies.
Il est un bienheureux vénéré le 25 décembre.

## Œuvres
- Stanislaw Stronski, Le troubadour Folquet de Marseille. Krakow: Académie des Sciences, 1910.
- Ses œuvres poétiques (texte occitan)
- Sa lettre diocésaine d'approbation des prédicateurs de Dominique